# Wikitongues
Wikitongues es una organización sin ánimo de lucro registrada en Nueva York, Estados Unidos. Esta organización, que tiene como objetivo documentar todas las lenguas del mundo,  fue fundada por Frederico Andrade, Daniel Bogre Udell y Lindie Botes en el año 2014. Actualmente la organización tiene alrededor de 100 voluntarios en todo el mundo. 

## Historias orales

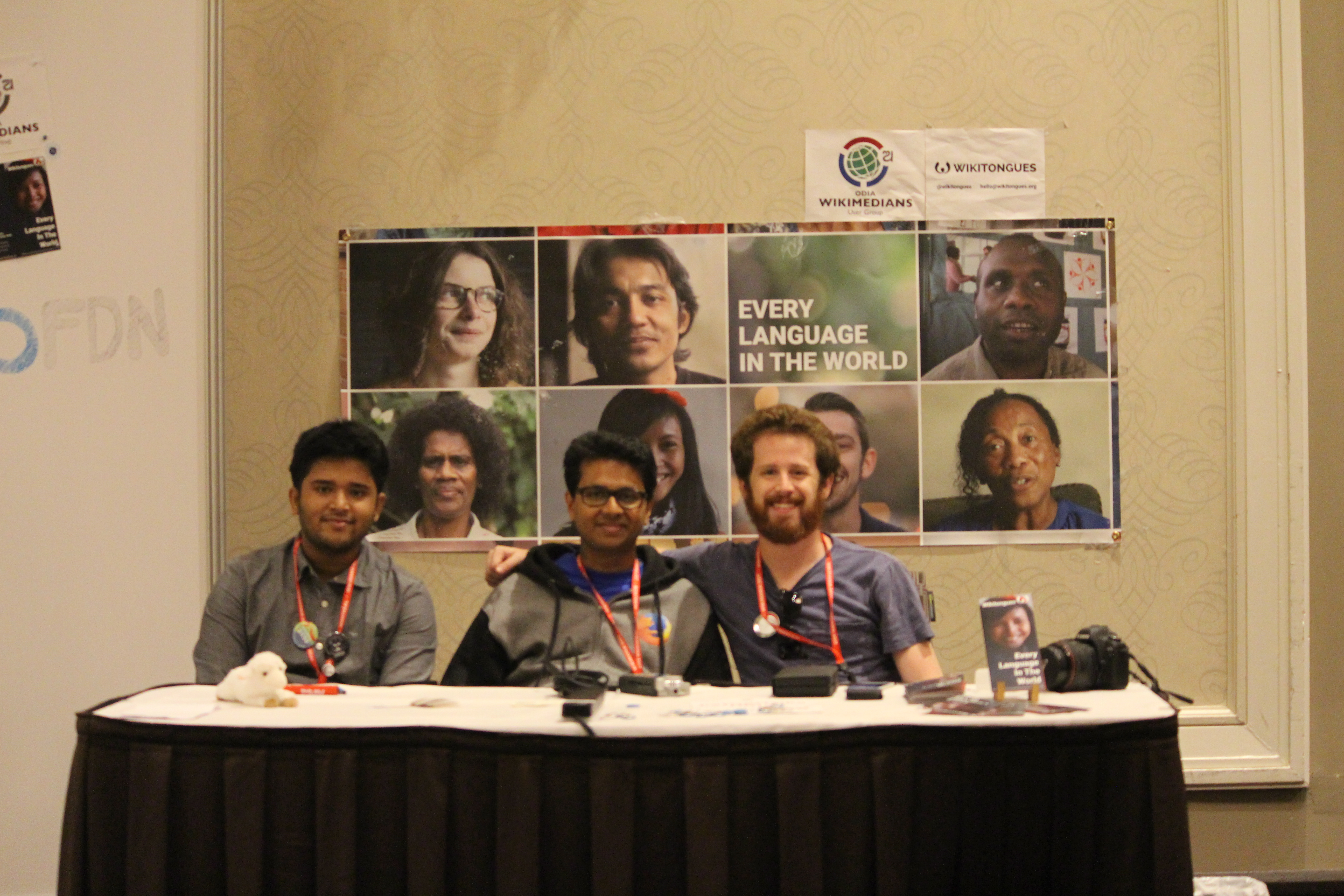
Colaboradores de Wikitongues en Montreal durante Wikimania 2017.

En mayo de 2016, Wikitongues había grabado alrededor de 329 vídeos en unas 200 lenguas. En 2018 ya se habían grabado más de 350 lenguas, o 5% de las lenguas del mundo.

## Poly
Poly es un software de código abierto diseñado para compartir y aprender lenguas. El proyecto se financió en Kickstarter y la organización consiguió recaudar $52,716 USD con la ayuda de 429 donantes. Actualmente el software está en desarrollo.

## Licencias
Todos los vídeos están liberados bajo licencia CC-por-NC 4.0. También está disponible la opción de liberar el vídeo bajo CC-por-SA 4.0.